# Praomys obscurus
Praomys obscurus là một loài động vật có vú trong họ Chuột, bộ Gặm nhấm. Loài này được Hutterer & Dieterlen miêu tả năm 1992.